# Tajbrowa Turnia

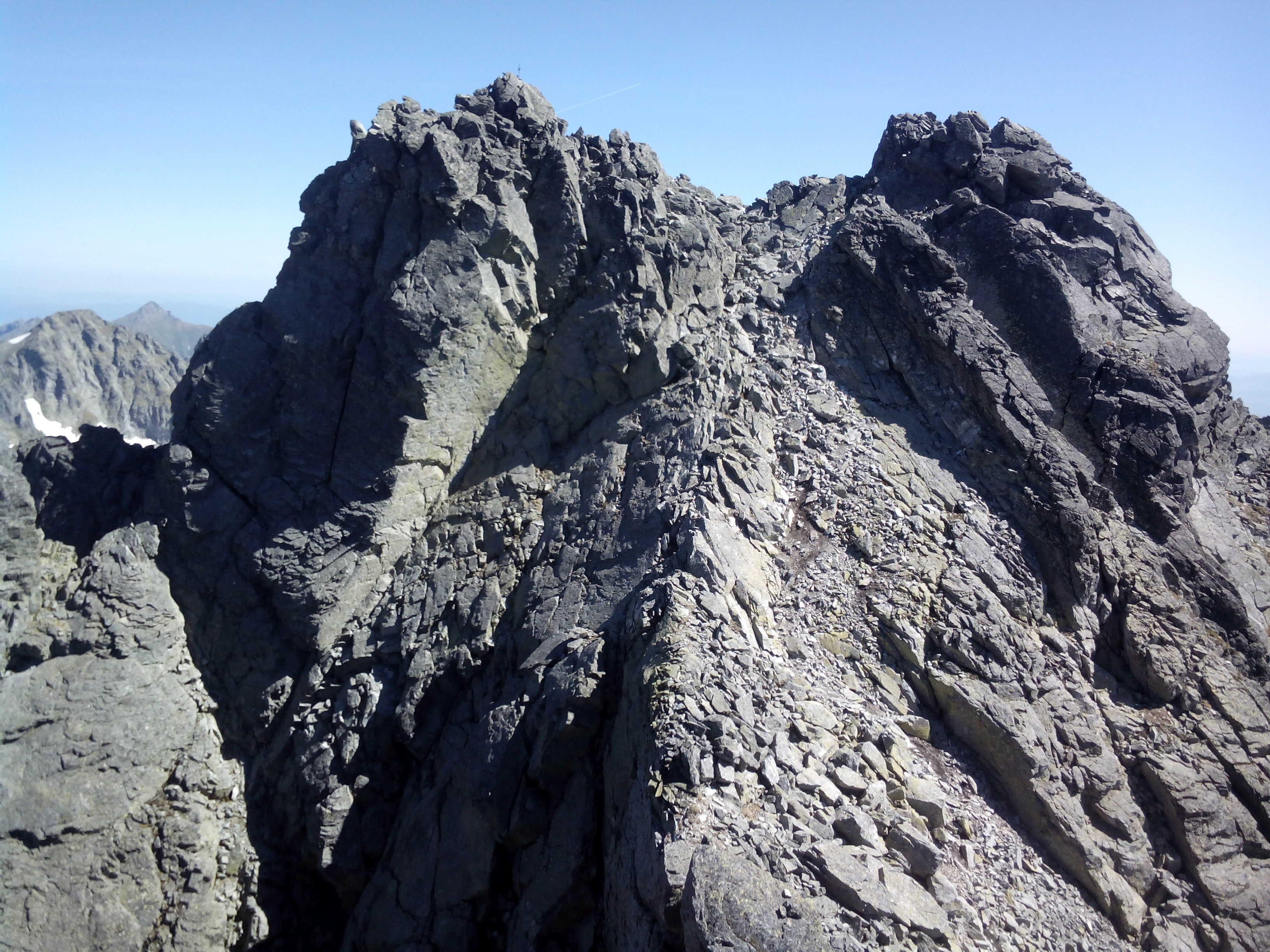
Klimkowa Turnia i Tajbrowa Turnia (po prawej)

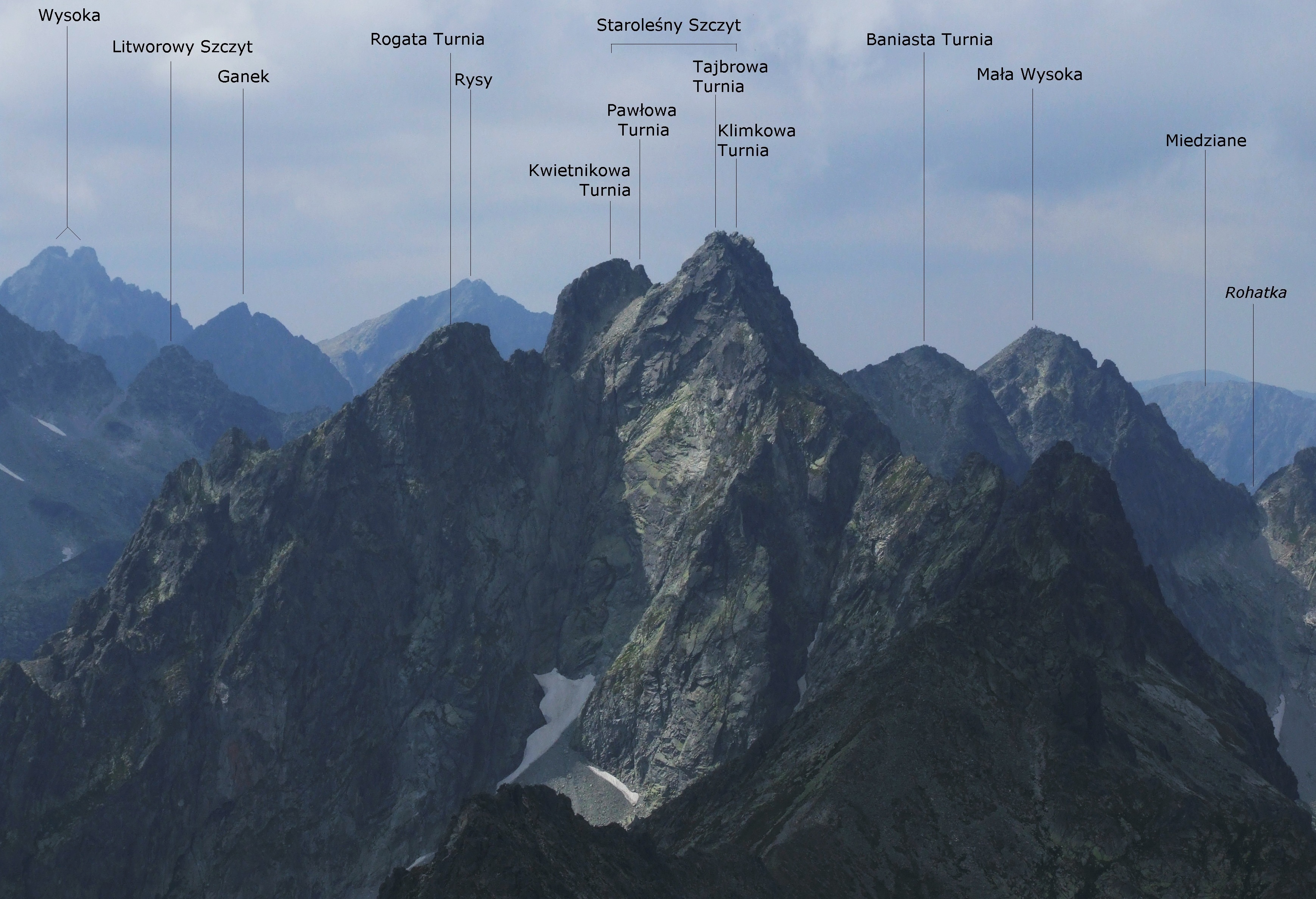
Widok na Tajbrową Turnię ze Sławkowskiego Szczytu

Tajbrowa Turnia (słow. Bradavica V vrchol, niem. Hacker-Turm, węg. Hacker-torony, 2489 m) – jeden z najwyższych wierzchołków Staroleśnego Szczytu w słowackich Tatrach Wysokich. Szczyt ten ma cztery wierzchołki. Tajbrowa Turnia wraz z Klimkową Turnią tworzą parę wyższych szczytów, położonych po wschodniej stronie Klimkowych Wrótek. Po zachodniej stronie tej przełączki znajduje się Kwietnikowa Turnia i Pawłowa Turnia.
Staroleśny Szczyt to jeden z najtrudniej dostępnych szczytów Tatr. Wchodzi się na niego przez Klimkowy Żleb wyprowadzający na Klimkowe Wrótka. Z nich wejście na Tajbrową Turnię jest już łatwe, nie tworzy ona bowiem granitowego monolitu, lecz luźniejsze skupisko głazów. Na szczycie Tajbrowej Turni zamontowano grawerowaną, nierdzewną tabliczkę z nazwą szczytu (po słowacku Bradavica), jego wysokością, oraz skrzynkę wpisów.
Za najwyższy wierzchołek Staroleśnego Szczytu uważana bywa Klimkowa Turnia, ale najnowsze pomiary lidarowe sugerują, że Tajbrowa Turnia może być od niej minimalnie wyższa. Dokładna hierarchia wysokości turni szczytowych masywu wciąż nie jest w literaturze jednoznaczna. Zamontowana na Tajbrowej Turni słowacka tabliczka informacyjna podaje wysokość 2476 m. Nazwa turni pochodzi od góralskiego przewodnika J.B. Tajbera. Był on jednym z 4 przewodników, którzy 14 sierpnia 1892 r. brali udział w pierwszym wejściu na Staroleśny Szczyt.
Na Staroleśny Szczyt nie prowadzi żaden szlak turystyczny, zgodnie z przepisami Tatrzańskiego Parku Narodowego wejście możliwe jest z przewodnikiem. 